# Khayat
Андрі́й Олекса́ндрович Хайа́т, більш відомий просто як Khayat або Хайат (нар. 3 квітня 1997) — український співак та автор пісень, що працює в жанрі фольктроніка та поєднує елементи етнопопу й електронної музики. Фіналіст дев'ятого сезону «Голосу країни», півфіналіст Національного відбору на Євробачення 2019, фіналіст 2020 та 2025 років.

## Біографія та кар'єра

### Ранні роки
Андрій Хайат народився в місті Знам'янка Кіровоградської області, де закінчив музичну школу за класом акордеон. 2019 року закінчив Національний педагогічний університет імені М. П. Драгоманова за спеціалізацією «Англійська та арабська мови».

### 2018—2019: Голос країни, Нацвідбір, дебютний альбомKhmil'
12 червня 2018 року Хайат випустив свою дебютну пісню «Devochka». 28 жовтня вийшла відеоробота на цю композицію, режисером якої стала Севін Дієва. 11 грудня того ж року рекорд-лейбл Masterskaya оприлюднив «Raw Compilation, Vol. 4» (добірка пісень, яку молоді виконавці надсилаюсь лейблу), до неї потрапила пісня «Ясно» у виконанні Хайата.
20 січня 2019 року на сліпих прослуховування дев'ятого сезону шоу «Голос країни» виконав українську народну пісню «В кінці греблі шумлять верби». Співак обрав команду Тіни Кароль. На етапі «вокальних боїв» він пройшов далі. На етапі нокаутів Хайат виконав українську народну пісню «Летить галка через балку» та за вибором тренерки потрапив до чвертьфіналу (прямих ефірів шоу).
У першому прямому ефірі заспівав українську народну пісню «Ой, чий то кінь стоїть». За результатами виступу команди співак отримав найбільшу підтримку глядачів та автоматично став півфіналістом. У півфіналі виконав пісню «Плакала» гурту «Kazka». Під час розподілу голосів від Тіни Кароль отримав 51 %, а за результатами глядацького голосування — 68 % і потрапив до фіналу шоу. У першому етапі фіналу «Голосу країни» заспівав «Весна» гурту «Воплі Відоплясова». У другому етапі разом із Тіною Кароль виконав композицію «Ніч яка місячна». За результатами фінального туру він вибув із проєкту, посівши 3 місце.
10 січня 2019 року стало відомо, що Хайат потрапив до числа півфіналістів національного відбору на «Євробачення 2019». 31 січня виконавець презентував свою конкурсну композицію «Ever». За результатами жеребкування співак виступив 16 лютого в другому півфіналі під шостим номером і посів 5 місце, отримавши 2 бали від журі та 6 — від глядачів.
5 червня 2019 року Хайат випустив дебютний альбом «Khmil'». До нього увійшли сім композицій та один бонус-трек. У композиціях співак використав народні інструменти: дудук, сопілку, дарбуку і тибетську чашу — в альбомі вони змішані зі звуками повсякденності: двигуна автомобіля, метро, свистом кухонного чайника. У день релізу альбом досяг другої сходинки в «iTunes TOP-200 Releases Ukraine».
Із треком «От і вся лбв» став переможцем глядацьких симпатій у проєкті «Українська пісня-2019», який відбувся 17 серпня на «Арена Львів».
9 жовтня 2019 року була презентована пісня «Osoka» та кліп на неї. Ескізи для кожного костюма кліпу Хайат розробляв сам, а над відео працювала команда «iLargia Pictures». З треком «Osoka» співак став переможцем премії «Українська пісня року».

### 2020—2025: мініальбомUltra, Нацвідбір 2020 та 2025
2020 року Хайат знову став учасником національному відбору. Конкурсною піснею стала «Call for love». У фіналі він посів 2 місце, отримавши 4 бали з 6 можливих від суддів та 5 балів від глядачів. Упродовж усього відбору Khayat був фаворитом букмекерів, а європейські блогери назвали його конкурсну постановку найкраще візуально адаптованою до великого «Євробачення»[джерело?].
Наприкінці 2020 року Хайат став номінантом премії «YUNA-2021» у категорії «Найкращий виконавець».
У травні 2021 року випустив мініальбом «Ultra». Всі пісні, які написав і виконав співак, розповідають про його власні переживання і пережитий досвід.
11 грудня 2024 року стало відомо, що Khayat потрапив до лонглиста українського Національного відбору на Пісенний конкурс Євробачення 2025, а згодом став одним із фіналістів. 23 січня була опублікувана «Honor» — конкурсна пісня співака для відбору. За словами Khayat, пісня частково написана після обстрілу лікарні «Охматдит», що стало поштовхом для створення композиції.

## Дискографія

### Альбоми
- «Khmil'» (2019)
- EP «Ultra» (2021)

### Сингли
- «Devochka» (2018)
- «Ясно» (2018)
- «Ever» (2019)
- «Vesnianka» (2019)
- «Osoka» (2019)
- «Call for love» (2020)
- «Говорила» (2020)
- «Темно» (2020)

## Нагороди та премії
| Рік  | Номіновано | Номінація            | Премія                | Результат | Дж.    |
| ---- | ---------- | -------------------- | --------------------- | --------- | ------ |
| 2020 | «Osoka»    | Пісня року           | Українська пісня року | Перемога  | [ 19 ] |
| 2020 | Khayat     | Відкриття року       | «YUNA-2020»           | Номінація | [ 20 ] |
| 2021 | Khayat     | Найкращий виконавець | «YUNA-2021»           | Номінація | [ 13 ] |